# Louis-Alphonse de Suarez
Pour les articles homonymes, voir Suárez.
 (juillet 2024).
Si vous disposez d'ouvrages ou d'articles de référence ou si vous connaissez des sites web de qualité traitant du thème abordé ici, merci de compléter l'article en donnant les références utiles à sa vérifiabilité et en les liant à la section « Notes et références ».
Louis-Alphonse de Suarez, né à Avignon le 6 juin 1642 et mort le 13 mars 1685, est un prélat français, évêque de Vaison de 1671 à 1685. 

## Biographie
Louis-Alphonse de Suarez est le fils de François-Marie de Suarez, seigneur d'Aulan, et d'Isabeau de l'Épine (héritière du château d'Aulan), il est le neveu de ses deux prédécesseurs Joseph-Marie Suarez et Charles-Joseph de Suarez. Il est également l'oncle de Louis-Marie de Suarez.
Il nait à Avignon mais fait ses études chez les Sulpiciens de Paris. Il est nommé évêque en 1671 par le pape Clément X consacré à Rome le 17 mars il fait son entrée dans son diocèse le 7 juillet. Il fonde une maison pour Antoine Le Quien réformateur des Frères prêcheurs et réforme également le couvent de religieuses dycsoles de Saint-André de Ramiers. Il se retire ensuite à Sorgues où il meurt en 1685. Son corps est ramené à Avignon où il est inhumé dans l'église de la paroisse Saint-Didier.